# Оборона Вестерплатте
Вестерпла́тте (нем. Westerplatte) — полуостров на польском побережье Балтийского моря под Гданьском (Данцигом), где в период с 1 по 7 сентября 1939 года гарнизон польского военно-транзитного склада удерживал оборону против немецких войск.

## История
Вестерплатте — небольшой полуостров в Гданьской бухте, в устье Мёртвой Вислы (у самого входа в порт).
С 1772 по 1807 входил в состав Пруссии, с 1807 в составе Данцигской республики.
В 1814 году вошёл в состав Гданьска. В 1920 году Гданьск (Данциг) по решению государств-победителей в Первой мировой войне вновь получил статус Вольного города (под протекторатом Лиги Наций). В соответствии с Парижским соглашением от 9 ноября 1920 года Польша представляла и защищала интересы граждан Гданьска (Данцига) за границей, а территория Вольного города входила в польское таможенное пространство. 14 марта 1924 года Польша получила согласие Лиги Наций на создание транзитного военного склада на полуострове Вестерплатте, а 7 декабря 1924 года — и на размещение небольшого гарнизона для его охраны. 31 декабря 1924 года Польша официально вступила в права на территорию военно-транзитного склада. 18 января 1926 года на тральщике «Мева» сюда прибыло первое подразделение гарнизона Вестерплатте.
Претензии Германии на Данциг стали одним из главных поводов для обострения германо-польских отношений в 1939 году и, как следствие, нападения Германии на Польшу. 1 сентября 1939 года Германия объявила о включении Данцига в состав Рейха и приступила к ликвидации всех польских институтов на его территории. Главными из них были польское почтовое ведомство и Военно-транзитный склад.
С 1991 года входит в административный район Гданьска Пршерубка. По реестру TERYT один из 101 районов Гданьска.

## Коменданты Вестерплатте
- Командор-подпоручик Игнацы Шанявский: 18 января 1926 — 21 июня 1926[1]
- Командор-подпоручик Борис Могучий: 21 июня 1926 — 10 июня 1927
- Командор-подпоручик Юзеф Чехович: 10 июня 1927 — 21 января 1931
- Капитан Ян Литынский: 21 января 1931 — 16 июля 1934
- Майор Стефан Фабишевский: 16 июля 1934 — 3 декабря 1938

1 ноября 1935 — 1 мая 1936, 1 ноября 1936 — 1 мая 1937 функции коменданта исполнял начальник караульной службы капитан Изаслав Дуда
- Майор Хенрик Сухарский: 3 декабря 1938 — 7 сентября 1939

## Объекты гарнизона

Оборона Вестерплатте (схема)

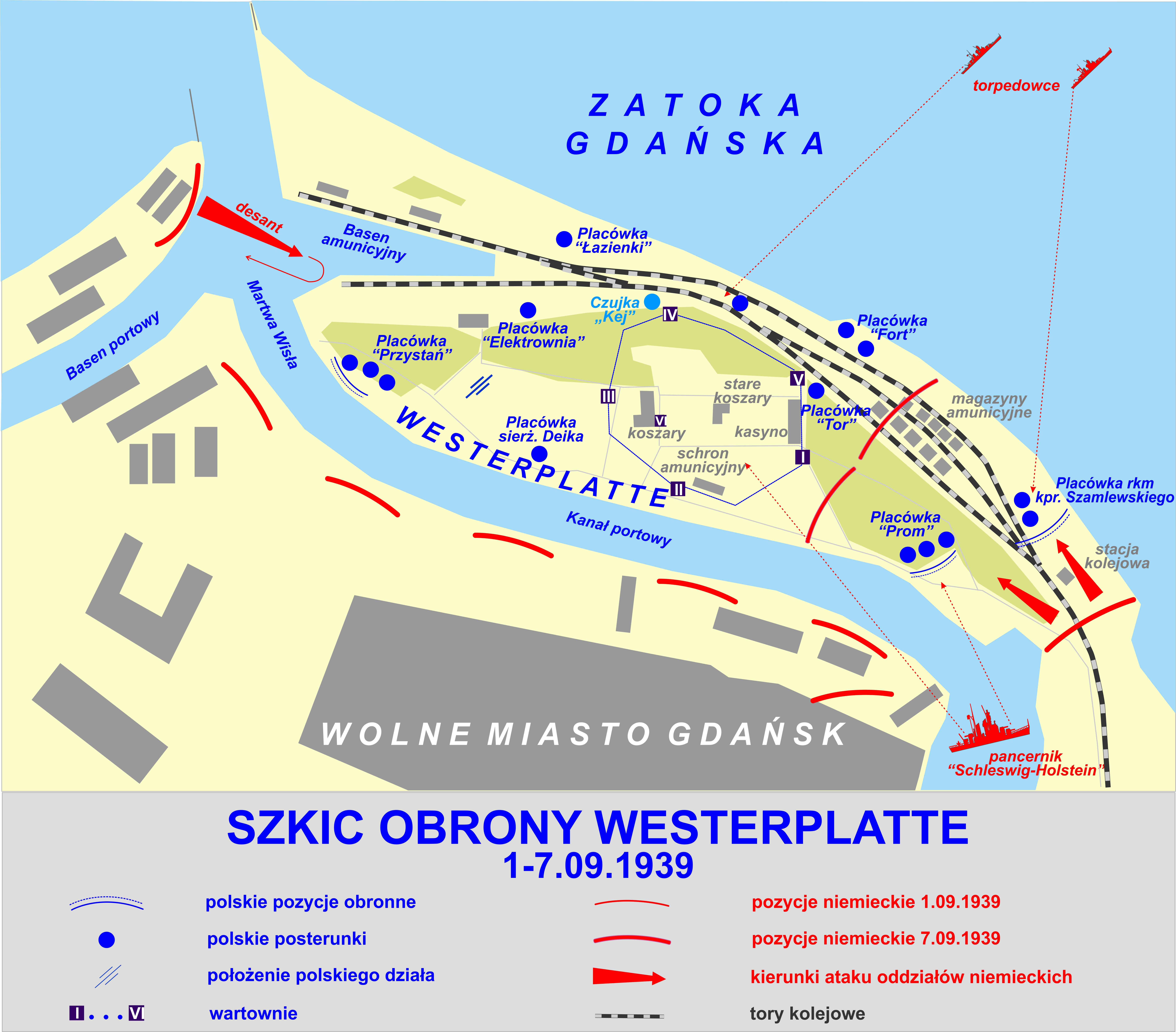
Схема обороны Вестерплатте 1-7.09.1939

### Здания общего назначения
- Казармы
- Казино для сержантского состава
- Офицерская вилла
- Сержантская вилла
- Электростанция
- Железнодорожная станция ПГЖД
- Инфраструктура Военно-транзитного склада
- Морской маяк Вестерплатте и другие объекты

### Караульные помещения (КП)
№ 1, № 2, № 3 (оборудовано в подвале офицерской виллы), № 4, № 5, № 6 (оборудовано в казарме).

### Блок-посты, созданные до 1 сентября 1939 года
- Пост «Вал» (капрал Эдмунд Шамлевский)
- Пост «Пром» (капитан Леон Пайонк)
- Пост «Форт» (капрал ВМС Бернард Рыгельский)
- Пост «Лазенки» (капрал ВМС Франтишек Бартошак)
- Пост «Электростанция»
- Пост «Пристань» (поручик Здзислав Кренгельский)
- Пост сержанта Владислава Дейка (с началом боев стал именоваться «Линия железной дороги»)

### Блок-посты, созданные 1—2 сентября 1939 года
- Временный дополнительный пост у электростанции
- Пост взводного Владислава Барана
- Пост взводного Юзефа Беняша

Имелись также и другие объекты. Общая площадь Военно-транзитного склада Вестерплатте составляла около 60 га, а длина границы по периметру — около 3,5 км.

## Состав гарнизона Вестерплатте
- 5 офицеров
- 3 хорунжих
- 14 кадровых военнослужащих сержантского состава
- 27 военнослужащих сержантского состава срочной службы
- 7 сверхсрочников — военнослужащих сержантского состава
- 1 сверхсрочник — моряк старшинского состава
- 2 кадровых моряка старшинского состава
- 17 старших легионеров и стрелков
- 102 легионера и стрелка
- 7 гражданских чиновников
- 18 вольнонаемных работников
- 1 начальник ж.-д. станции ПГЖД

Всего — 205 человек (ожидалось подкрепление 700 человек).
Командир гарнизона — майор Хенрик Сухарский
В ходе боёв погибло 15 человек. Один был убит немцами после капитуляции гарнизона. Ещё 8 человек, оборонявших Вестерплатте, не дожили до конца войны.

### Вооружение защитников Вестерплатте
- 1 75-мм пушка образца 1902/26 годов (wz. 02/26) с 330 снарядами. Уничтожено уже 1 сентября (после 28 выстрелов)
- 2 37-мм противотанковых пушки (Armata przeciwpancerna wz.36). Участвовали в отражении попыток немцев поджечь Вестерплатте с помощью дрезины с бензином
- 4 миномёта «Брандт» калибра 81 мм с 860 минами. Уничтожены при налёте 2 сентября (после 104 выстрелов)
- 41 пулемёт (16 станковых [тяжёлых], 23 ручных [17 ручных и 6 лёгких]) со 130 000 патронов
- 160 винтовок с 45 000 патронов (из них около 10 000 оставались в момент капитуляции)
- 40 пистолетов
- Около 1000 ручных гранат, как наступательных, так и оборонительных[источник не указан 3281 день].

## Подготовка гарнизона к возможной обороне
Сложные взаимоотношения с Вольным городом Данцигом, постоянная опасность провокаций со стороны нацистской Германии вынудили польское военное командование со второй половины 1933 года заняться максимальным укреплением гарнизона. Все гражданские объекты на территории гарнизона следовало приспособить и для военных нужд. Эта задача легла на нового коменданта майора Стефана Фабишевского. Непосредственное выполнение работ было поручено капитану Мечиславу Крушевскому и его помощнику инженеру Славомиру Боровскому. Ими были выстроены 6 замаскированных караульных помещений, расположенных в самых главных опорных пунктах полуострова, а также подготовлены к обороне уже существующие объекты. Общая конфигурация имела примерную форму буквы Т, где поперечная часть обращена к каналу.
Созданы также специальные посты, представляющие собой сооружения, оборудованные для размещения группы стрелков и имеющие одно-два пулемётных гнезда. Пост «Пром», находившийся на канале прямо напротив Нового порта, прикрывал восточное направление, где Вестерплатте связывала с устьем Вислы узкая полоска суши. Недалеко от него находился пост «Форт», под который использованы фрагменты бетонных сооружений, оставшихся после Первой мировой войны. У склада боеприпасов разместился пост «Лазенки», к югу от него — небольшой пост «Электростанция». На канале, напротив лоцманского ведомства и маяка, установлен пост «Пристань». За ним, в направлении КП № 2, расположился пост сержанта Владислава Дейка («Линия железной дороги»).
Работы продолжались вплоть до начала войны, в условиях ухудшающейся международной ситуации и постоянной угрозы нападения Германии. Первая тревога прозвучала 22 марта 1939 года в связи с возможностью нападения германского флота, возвращающегося из Клайпеды после дружественного визита. Майор Сухарский, комендант Вестерплатте с 3 декабря 1938 года, срочно запросил помощи в людях и вооружении. В результате численность гарнизона выросла с 88 до 210 человек (включая гражданский персонал).
Первоначально гарнизон состоял из военнослужащих 4-й Поморской пехотной дивизии, затем — морского батальона в Вейхерове. С 1938 года комплектование осуществлялось из разных частей страны в соответствии со специальным планом. Служба на Вестерплатте для солдат-срочников продолжалась полгода, после чего (осенью и весной) их заменяли другие новобранцы. Несколько дольше продолжалось пребывание в гарнизоне офицеров и унтер-офицеров. Основное время военнослужащих поглощала напряжённая караульная служба. На занятия оставалось не более двух дней в неделю.
Если с личным составом и укреплёнными пунктами было более или менее нормально, то вооружение гарнизона явно не соответствовало поставленной задаче. План Главного штаба Войска Польского предусматривал в случае германского нападения (или путча в Данциге) переброску сюда Интервенционного корпуса, который должен был захватить Данциг, а через 12 часов прийти на помощь вестерплаттскому гарнизону. 31 августа в Вестерплатте прибыл подполковник Винценты Соботинский из Генерального комиссариата Польши в Данциге. Он проинформировал майора Хенрика Сухарского об отмене принятого ранее решения об обороне польских объектов в Данциге и о расформировании Корпуса. Подполковник сообщил также, что немцы, скорее всего, нанесут удар на следующее утро, и призвал Сухарского к принятию взвешенного решения. По словам одного из свидетелей, капрала Мечислава Врубеля, после этой беседы «Сухарский вышел с сине-зелёным лицом».
Между тем, даже для выполнения первоначального плана защитникам Вестерплатте явно не хватало огневой мощи. Удалось доставить и укрыть в железнодорожных вагонах одно старое полевое орудие, два противотанковых орудия и четыре миномёта. За несколько дней до начала войны местным подразделениям СС удалось захватить и конфисковать в Данциге транспорт с оружием и боеприпасами (в основном, гранатами и снарядами), направлявшийся в Вестерплатте.
С весны 1939 года немцы уже открыто укрепляли свои подразделения в Данциге. Силы полиции доведены до двух полков (около 6 тысяч человек). Создана также бригада SS-Heimwehr Danzig (около 2 тысяч человек). Под руководством генерала Эберхардта в Данциг перебрасывалось вооружение, оседавшее на складах Шухау. Весной 1939 года в гарнизон Вестерплатте прибыла последняя (как оказалось) смена личного состава. Все солдаты были из 2-й пехотной дивизии, расквартированной в Кельце.
25 августа 1939 года в Гданьскую бухту с «дружеским визитом» вошёл германский учебный линкор «Шлезвиг-Гольштейн». Официальной причиной прибытия линкора являлось 25-летие гибели здесь одного из германских судов в Первой мировой войне. В действительности линкор представлял собой плавучую батарею, которой поставлена задача вести обстрел польского побережья. Вооружение «Шлезвига» включало 4 280-мм орудия, 10 150-мм орудий и 4 88-мм орудия. На его борту также находилась штурмовая рота морских пехотинцев (Marinesturmkompanie) численностью 500 человек. Поскольку первоначальной датой вторжения в Польшу установлено 26 августа, то уже на следующий день после прибытия линкор должен был открыть огонь по Вестерплатте. Дату, однако, перенесли, так что пребывание «Шлезвига» затянулось. На рассвете 1 сентября линкор продвинулся вглубь портового канала до так называемой «Поворота Пяти свистков» у Нового Порта.

## Германские части и подразделения и их командиры

### ВМС
- «Шлезвиг-Гольштейн» — вице-адмирал Густав Кляйнкамп
- Капитан-лейтенант Вернер Хенке («Шлезвиг-Гольштейн»)
- Флотилия миноносцев — вице-адмирал Фридрих Руге
- Штурмовая рота — лейтенант морской артиллерии Вильгельм Хеннингсен
- Штурмовая рота — обер-лейтенант Вальтер Шуг
- Пулеметный взвод — унтер-офицер Пауль Хартвиг[источник не указан 3281 день]

### Сухопутные силы вермахта
- Учебный батальон саперов — подполковник Карл Хенке[источник не указан 2491 день]

### Группа Эберхардта
- Генерал-майор Фридрих Эберхардт
- 1-й полк данцигской полевой полиции — полковник Гюнтер Краппе
- Батальон СС «Айманн» — штурмбанфюрер Курт Айманн
- Дивизион артиллерии — майор фон Шеен-Ангерер
- Береговая охрана — лейтенант Вильгельм Хорнак
- Полиция Нового порта — майор Винтер[источник не указан 3281 день]

## Хроника обороны

### 1 сентября
В 4:30 германский учебный броненосец «Шлезвиг-Гольштейн» приведён в боевую готовность, а в 4:45 начал обстрел Вестерплатте. В 4:50 майор Сухарский доложил об обстреле в штаб ВМС в Гдыне.
Немецким планом предусматривался массированный артиллерийский обстрел с «Шлезвига», в результате которого, как ожидалось, сопротивление и моральный дух польских солдат будут сломлены, после чего полуостров должны были атаковать немногочисленные подразделения из Данцига: батальон СС Heimwehr, две полицейские роты и рота морских пехотинцев. Однако уже первые часы показали, что защитники гарнизона хорошо подготовились к обороне. Это стало неприятным открытием для возглавлявшего операцию вице-адмирала Густава Кляйкампа на «Шлезвиг-Гольштейне».
Первый удар артиллерии обрушился на пост «Пром» и район казарм (КП № 6). Он продолжался десять минут, после чего начался штурм немецкой пехоты. Сильный огонь с постов «Вал» и «Пром» заставил немцев, неся потери в живой силе, отступить. С 5:35 до 9:00 гарнизон подвергался непрерывному обстрелу из артиллерийских батарей и пулемётов из Бжезина и со всех прилегающих возвышенных точек (включая костёл Нового порта). Майор Сухарский принял решение также нанести противнику артиллерийский удар, максимально использовав единственное в гарнизоне орудие до его неизбежного уничтожения. Из показаний капрала Эугениуша Грабовского следует, что артиллеристы успели сделать только 28 выстрелов, прежде чем орудие замолчало навсегда. Тем не менее удалось поразить немецкие огневые точки (с тяжёлыми пулемётами) на маяке и на нескольких высоких зданиях порта на другом берегу канала.
Очередная немецкая атака на пост «Пром», начавшаяся в 9:00, также отбита. В результате миномётного огня атакующие отступили с большими потерями, после чего возобновился сильный артиллерийский обстрел «Прома» с линкора. В ходе этого обстрела серьёзно ранен командир поста «Пром» подпоручик Леон Пайонк. Командование постом принял хорунжий Ян Грычман. Сразу после артподготовки начался штурм с участием морских пехотинцев. Стремясь избежать рукопашной схватки с превосходящим в численности и подготовленным противником, хорунжий приказал отступить к КП № 1 (командир взводный Петр Будер). Дальнейшее продвижение штурмовой группы застопорилось из-за шквального пулемётного и винтовочного огня из КП № 1 и поста «Форт».
Незадолго до этого группа польских солдат с поста «Пром» под командованием капрала Анджея Ковальчика сумела подобраться к находящемуся за стеной территории Вестерплатте караульному помещению данцигской полиции Schupo, где немцы установили пулеметное гнездо и прицельно обстреливали тылы защитников гарнизона. Солдаты забросали караульное помещение гранатами. При этом капрал Анджей Ковальчик смертельно ранен.
Ещё дважды, в 14:00 и 17:00, немцы предпринимали атаки на Вестерплатте, но обе закончились безуспешно. Артиллерия линкора подавила огневые точки, оборудованные в казарме, которые стали непригодны для обороны и оставлены защитниками гарнизона.
В 19:00 немцы начали третью атаку на КП № 1, 2, 5. Бой продолжался до 20:30. Одновременно караульные помещения подвергались мощному обстрелу с линкора и батарей из Устья и Бжезина. Пост «Пристань» также подвергался непрерывному обстрелу полевых орудий. Вечером немцы предприняли ещё несколько вылазок против защитников КП № 1 и поста «Форт».

#### Итоги первого дня обороны
Польские потери составили 4 убитых и несколько раненых. Гарнизон лишился своего единственного полевого орудия и оставил пост «Пром». Немцы же, заняв часть территории, потеряли 82 человека убитыми и более 100 ранеными (главные потери пришлись на штурмовую роту морских пехотинцев).

### 2 сентября
Второй день обороны Вестерплатте начался огнём немецкой артиллерии. До 14:00 защитники КП № 1, 2, 5 и поста «Форт» отражали атаки пехоты. Для уничтожения подземных фортификаций немецкое командование приняло решение о воздушном налёте пикирующих бомбардировщиков Ю-87 («Штука»). Налёт состоялся в 18:05 — 18:45. В нём участвовали 47 «Штук», которые сбросили 8 бомб по 500 кг, 50 по 250 кг и 100 по 100 кг. От попадания сразу двух бомб полностью разрушен КП № 5. Почти все находившиеся там бойцы погибли, включая командира КП взводного Адольфа Петцельта. Другими бомбами уничтожены все четыре миномёта и сразу в нескольких местах перебит телефонный кабель. Опасаясь новой атаки немецкой пехоты, майор Сухарский приказал сжечь шифры и секретные документы.
Массированная бомбардировка оказала на осаждённых сильнейшее психологическое воздействие. Среди личного состава вспыхнул бунт, который подавлен самым жёстким образом. Четверо военнослужащих расстреляны возле электростанции и одноимённого поста. 8 сентября их тела найдены немцами
Нападающие, однако, психологический результат от налёта авиации не использовали, предприняв новый штурм только в 20:00, когда польские солдаты уже оправились от пережитого шока. Вечерняя атака также отбита. Тем не менее результаты авианалёта и гибель бойцов КП № 5 самым глубоким образом потрясли командира гарнизона майора Хенрика Сухарского, отдавшего приказ о капитуляции. Приказ не был исполнен, так как против него выступили другие офицеры. Заместитель командира гарнизона капитан Франтишек Домбровский отстранил майора Сухарского и принял командование гарнизоном. В этот день гарнизон Вестерплатте потерял 13 военнослужащих, большинство из которых погибли на КП № 5. По приказу Сухарского старший легионер Ян Гембура вывесил на крыше казармы белый флаг, который сразу заметил в бинокль командир немецкой штурмовой роты обер-лейтенант Вальтер Шуг. Однако через очень короткое время флаг исчез. Это объяснялось тем, что, в свою очередь, по приказу капитана Домбровского польские солдаты расстреляли Гембуру прямо на крыше и сняли белый флаг.

### 3 сентября
Ранним утром на борту «Шлезвига» немецкое командование разработало план штурма, в котором должны были принять участие 2 батальона полка Краппе, штурмовая рота морских пехотинцев, усиленная 45 моряками с линкора с 4 пулемётами, взятыми из артиллерийского училища, а также батарея гаубиц и рота сапёров при поддержке танков и миномётов. Немцы были убеждены в наличии на Вестерплатте самых современных оборонительных сооружений. По их мнению, все бункеры были связаны между собой подземными ходами. Как всегда, утром артиллерия линкора начала обстрел, продолжавшийся до 7:00. Атака началась ближе к полудню — на КП № 1, 2 и пост «Форт». Ожесточённые бои продолжались весь день. В 15:00 обстрел со «Шлезвига» возобновился. К ночи немецкие атаки вновь были отбиты. Никто не погиб, но раненых было много. По радио пришло сообщение о потери Быдгоща и отступлении польских войск из Поморья. Немного подняло настроение защитникам Вестерплатте сообщение о том, что Англия и Франция объявили войну Германии.
В ночь на 4 сентября немцы предприняли попытку форсирования канала на лодках, где разместились морские пехотинцы. Однако продвижение десантной группы было замечено наблюдателями. После сильного огня с польских позиций две лодки перевернулись и затонули, остальные под обстрелом повернули обратно. И вновь штурмовая рота понесла серьёзные потери.

### 4 сентября
Германское командование ввело в бой новое подразделение — учебный сапёрный батальон (Pionierlehrbataillon) из Дессау-Рослау — 780 бойцов с ручными пулемётами и огнемётами. Командовал батальоном подполковник Карл Хенке. Усилилась также наземная артиллерия — в неё вошли 210-мм мортиры. В 4:40 начался мощный обстрел Вестерплатте. Помимо наземных батарей, в обстреле участвовали и корабли, стоявшие в Гданьской бухте:
- «Von der Groeben» — база флотилии катеров-тральщиков с орудием 105 мм,
- «T-196» — миноносец, вооружённый двумя орудиями 105 мм.[источник не указан 2491 день]

На рассвете миноносец «Т-196» приблизился к Вестерплатте и открыл огонь. В 7:00—7:20 и 9:45—9:50 он выпустил с расстояния 2800 м 65 снарядов в направлении складов амуниции и укреплений с восточной стороны Вестерплатте. В результате один снаряд чуть было не угодил в цистерну с нефтью в Гданьском порту, что вызвало замешательство немцев и прекращение дальнейшего огня с миноносца. Так же безрезультатно закончился обстрел с «Von der Groeben», который сам подвергся пулемётному обстрелу защитников гарнизона. Склады вооружения уцелели, однако их запасы быстро таяли. Немцы также всё делали для того, чтобы максимально усложнить связь защитников Вестерплатте внутри самого гарнизона, а также со штабом. Они постоянно наносили удары по кабельным коммуникациям и всячески старались заглушить радиосигналы. Несколько раз происходили столкновения польских солдат с немецкими сапёрами из Pionierlehrbataillon, пытавшимися вывести из строя телефонный кабель.
Главные немецкие атаки в этот день пришлись на КП № 1, 2, 4 и пост «Форт». Все они были отбиты. В связи с тем, что артиллерийский обстрел со «Шлезвига» серьёзно повредил казармы, капитан Домбровский принял решение о переносе командного пункта в один из бункеров. Во второй половине дня немецкие атаки прекратились, а обстрелы значительно ослабли, что дало возможность защитникам гарнизона немного отдохнуть. Передышка была вызвана тем, что немцы окружили польскую группировку в Кемпе-Оксывской и перебросили туда часть сил. 4 сентября поляки не потеряли убитыми ни одного человека, но ранены были многие. В целом ситуация значительно ухудшилась. Немцы с успехом применили тяжёлую артиллерию, наносившую серьёзный урон. Кроме того, личный состав Вестерплатте, в отличие от противника, не имел возможности сменяться и отдыхать. В гарнизоне стала ощущаться нехватка воды, пищи (основу которой составляли сухари и консервы), а также медикаментов, из-за чего раненые не могли получить необходимую помощь. Врач гарнизона капитан Мечислав Слабы впоследствии подтвердил один случай гангрены. Майор Сухарский вновь вернулся к вопросу о капитуляции. Теперь мнения офицеров разделились. Тем не менее и на этот раз по настоянию капитана Домбровского решение о капитуляции принято не было.

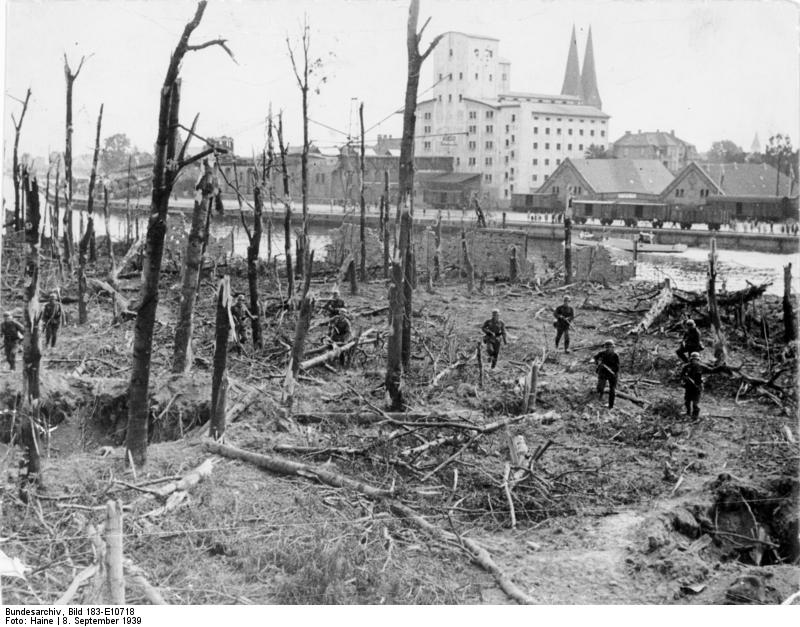
Поле боя 8 сентября 1939 года

### 5 сентября
Немцы никак не могли понять, в чём же именно кроется причина их неудач. Помимо уже распространённого мнения о мощной системе связанных между собой подземных бункеров, было высказано предположение (естественно, оказавшееся впоследствии ложным), что в густой кроне деревьев Вестерплатте скрываются снайперы. Вот почему именно на деревья пришелся очередной обстрел орудий «Шлезвига», начавшийся в 11:00. Помимо леса, огнём артиллерии были серьёзно повреждены КП № 5 и офицерская вилла. Вновь обстрелу подверглись КП № 1 и 4, а также пост «Форт». После артобстрела немецкая пехота, поддержанная миномётами, предприняла атаку на КП № 2, которая была отбита в ходе ожесточённого боя. Новый артиллерийский и миномётный обстрел полностью уничтожил КП № 1. Ещё более ухудшилось положение защитников постов «Пром» и «Пристань». Тяжелым также было и моральное состояние польских солдат, уже осознавших, что на помощь союзников рассчитывать не приходится. Поступавшая информация о ходе войны в целом также не приносила облегчения. Тем не менее боевой дух оставался, как и прежде, высоким.

### 6 сентября
В 3:00 немцы предприняли первую попытку поджечь лес, являвшийся естественной защитой гарнизона, откуда, прикрываясь деревьями, поляки вели огонь по наступающим штурмовым частям. Немцы разогнали паровозом цистерну с бензином, которая помчалась прямо в лес. Однако ещё раньше защитники гарнизона разобрали рельсы, опасаясь въезда немецкого бронепоезда. Цистерна остановилась, не доехав до польских позиций. По ней сразу же был открыт огонь из противотанкового ружья (с позиции возле КП № 4), после чего цистерна взорвалась, не причинив оборонявшимся никакого вреда. Вторая попытка поджечь лес (на этот раз с помощью огнемётов) также не удалась. С 10:30 до 12:00 немцы обстреливали склады из гаубиц и мортир, пытаясь вызвать детонацию хранившихся там снарядов. Но взрыва так и не произошло. Вечером была предпринята ещё одна попытка поджечь лес. На этот раз две цистерны дошли до места, но снова были обстреляны и взорваны. Пламя с выбросами чёрного дыма бушевало всю ночь.
Ночью немцы освещали территорию Вестерплатте мощными прожекторами и продолжали обстреливать её одиночными выстрелами. Майор Сухарский созвал совещание с участием офицеров. И снова не удалось прийти к единому мнению. Капитан Домбровский и поручик Гродецкий выступили за продолжение борьбы. Сухарский призвал офицеров к большей ответственности и предостерёг от принятия необдуманных решений в условиях очевидной безнадёжности положения гарнизона. Он подчеркнул, что дальнейшие потери приведут к неизбежному прорыву обороны и гибели всего личного состава. Большинство солдат поддерживало Домбровского, однако состояние раненых неуклонно ухудшалось.

### 7 сентября. Капитуляция

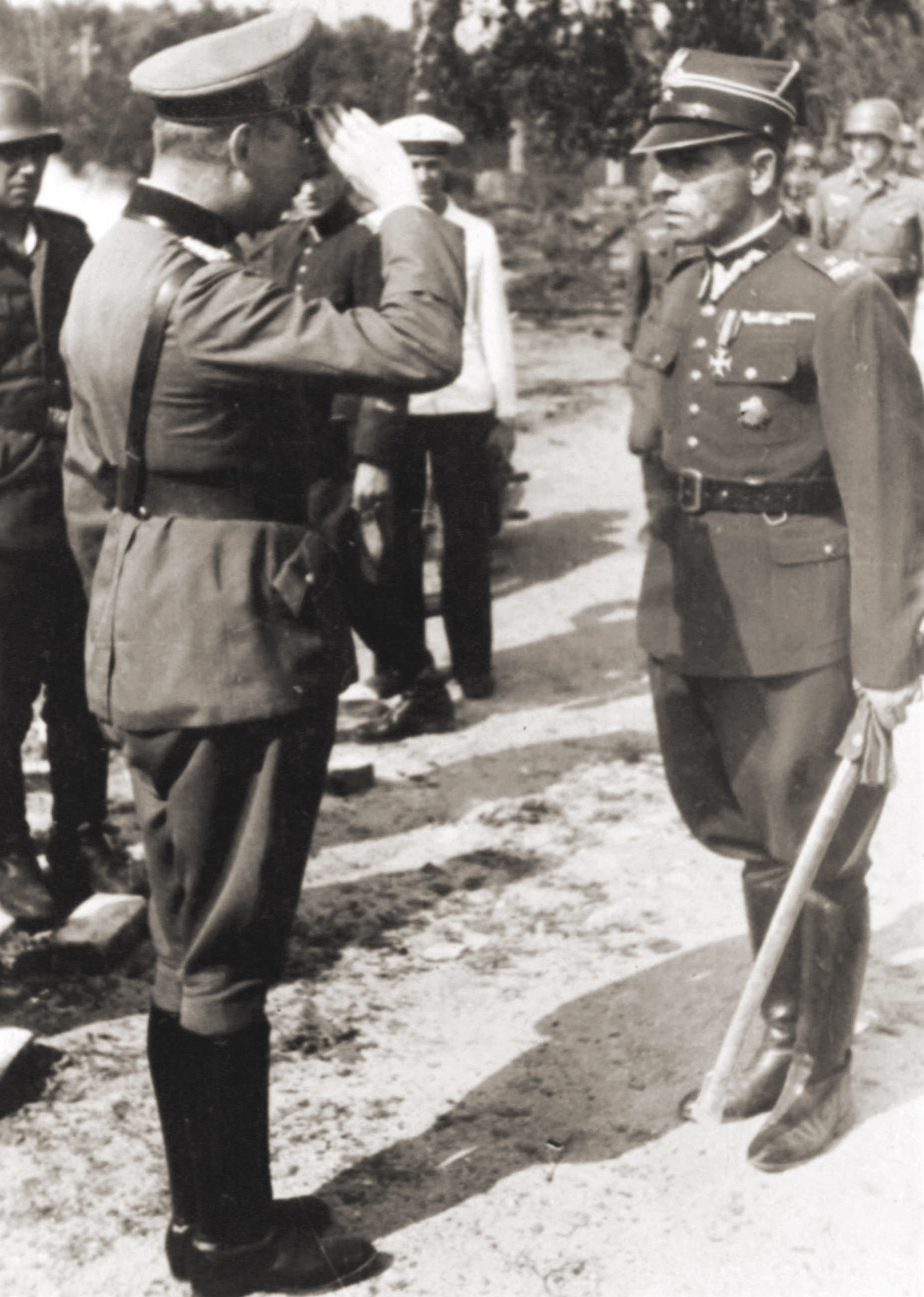
Генерал Фридрих Эберхардт принимает капитуляцию у майора Хенрика Сухарского

Германское командование приступило к генеральному штурму Вестерплатте. В 4:00 был открыт одновременный огонь изо всех без исключения орудий и миномётов, сосредоточенный в основном на казармах и КП № 2. В течение небольшого времени КП № 2 был полностью уничтожен (по счастью, никто из бойцов не погиб). Обстрел продолжался примерно до 6:00, после чего на штурм пошла пехота. Она была встречена сильным огнём с постов «Форт» и «Линия железной дороги» (сержанта Дейка), а также из КП № 1. Поляки стремились любой ценой не подпустить немцев к объектам обороны, понимая, что для рукопашного боя сил у них уже не остаётся. К 7:15 немецкий штурм был окончательно отбит. Тогда немцы предприняли ещё одну попытку поджечь лес. Саперы облили деревья бензином при помощи специального насоса, и лес загорелся.
Между тем, гибель КП № 2 (как и ранее КП № 5) произвела глубочайшее впечатление на майора Сухарского, наблюдавшего её с командного пункта. Понимая всю безнадёжность дальнейшей обороны Вестерплатте, остро переживая за судьбу своих подчинённых (прежде всего раненых) и зная об общем положении в стране, майор принял твёрдое и окончательное решение о капитуляции Вестерплаттского гарнизона. В 10:15 приказ о капитуляции был доведён командирами до личного состава, а над казармами вывешен белый флаг. Майор Сухарский проинформировал о своем решении маршала Рыдз-Смиглы, который присвоил всем защитникам Вестерплатте, живым и погибшим, высшие военные награды и очередное звание. На этом оборона Вестерплатте завершилась. Она продолжалась 149 часов 30 минут и проходила в условиях непрерывных немецких атак.
Для встречи с германским командованием были назначены парламентёры. Ими стали майор Хенрик Сухарский и старший сержант артиллерии Леон Пиотровский в качестве переводчика. По дороге оба парламентёра были остановлены немцами и тщательно обысканы. С немецкой стороны в обсуждении условий капитуляции принял участие командир Учебного сапёрного батальона (Pionierlehrbataillon) подполковник Карл Хенке. Он сообщил, что по приказу генерала Эберхардта майору Сухарскому будет оставлена его офицерская сабля. Оба парламентёра вернулись в расположение гарнизона, где майор проинформировал личный состав о принятых условиях капитуляции. После чего офицеры и солдаты стали приводить себя и свои парадные мундиры в порядок.

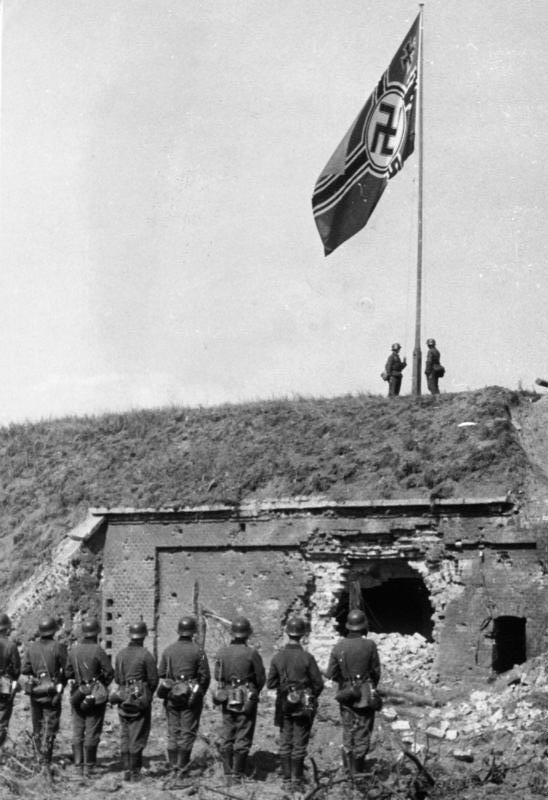
8 сентября 1939 года
Торжественный подъём флага над захваченным Вестерплатте

7 сентября немцы вступили на территорию гарнизона Вестерплатте. Подполковник Хенке препроводил майора Сухарского к генералу Фридриху Эберхардту, где тот под объективами немецких фотокорреспондентов и кинохроникёров подтвердил право бывшего командира Вестерплатте на ношение своей офицерской сабли даже будучи в плену.
Сразу же после капитуляции немцы разделили защитников Вестерплатте. Раненых польских солдат отвезли в Медицинскую академию в Данциге и поместили в бараках под охраной СС. Пожилых вольнонаёмных отправили в лагерь для гражданских лиц в Новом Порту. Рядовой и унтер-офицерский состав был собран в казарме на Епископской Горке, а офицерский разместили в отеле «Центральный» на улице Пфефферштадт (ныне Коженна, 79), недалеко от вокзала. Через несколько дней всех военнопленных начали отправлять в шталаги и офлаги, расположенные на территории Германии. В лагерях офицеры были освобождены от работы, а рядовые и унтер-офицеры трудились на заводах, фабриках, рыли окопы, работали в штольнях. Впоследствии некоторым из участников обороны Вестерплатте удалось бежать из лагерей (были также освобождённые по состоянию здоровья). Они продолжили войну в Армии Крайовой и в польских воинских формированиях, созданных на Западе и в СССР. Были и те, кто попал в концентрационные лагеря — как немецкие, так и советские. Восемь защитников Вестерплатте не сумели пережить войну.
Сержант-радиотелефонист Казимеж Расинский будучи в казармах на Епископской Горке, был вызван немцами на допрос с которого не вернулся в камеру. Его могила была найдена после войны.

## Итоги сражения

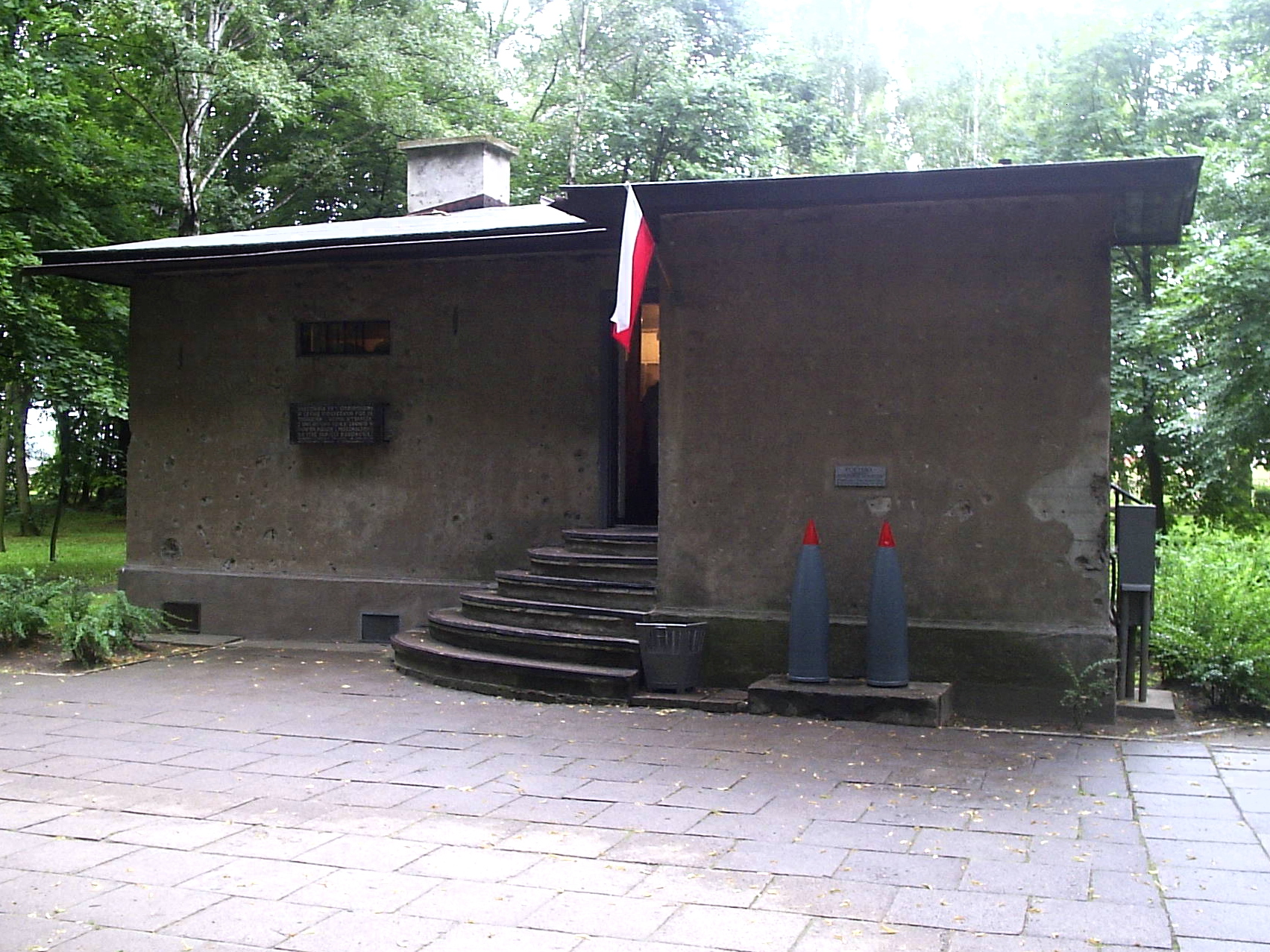
Караульное помещение № 1 (музей Вестерплатте)

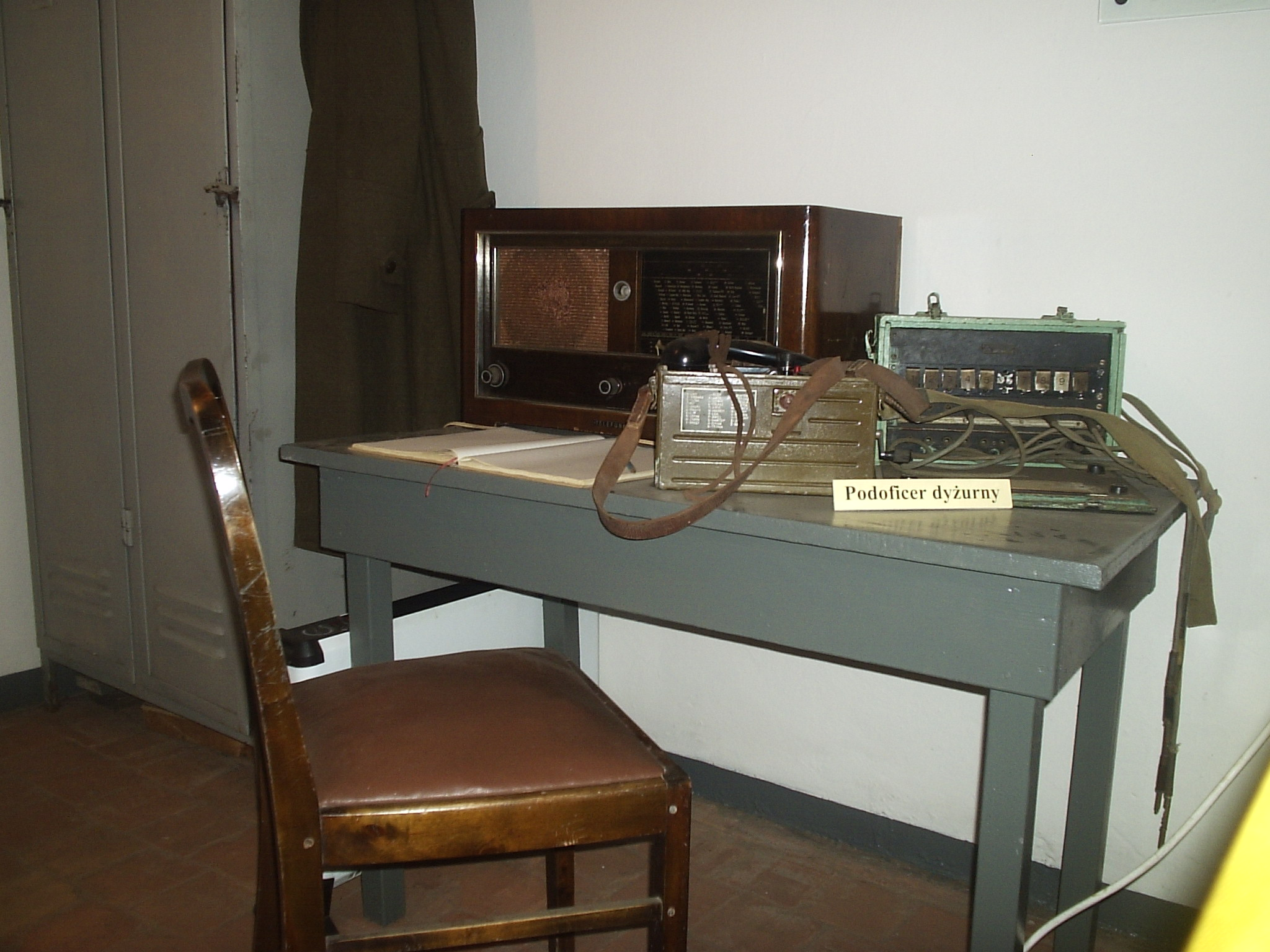
Караульное помещение № 1, стол дежурного офицера (музей Вестерплатте)

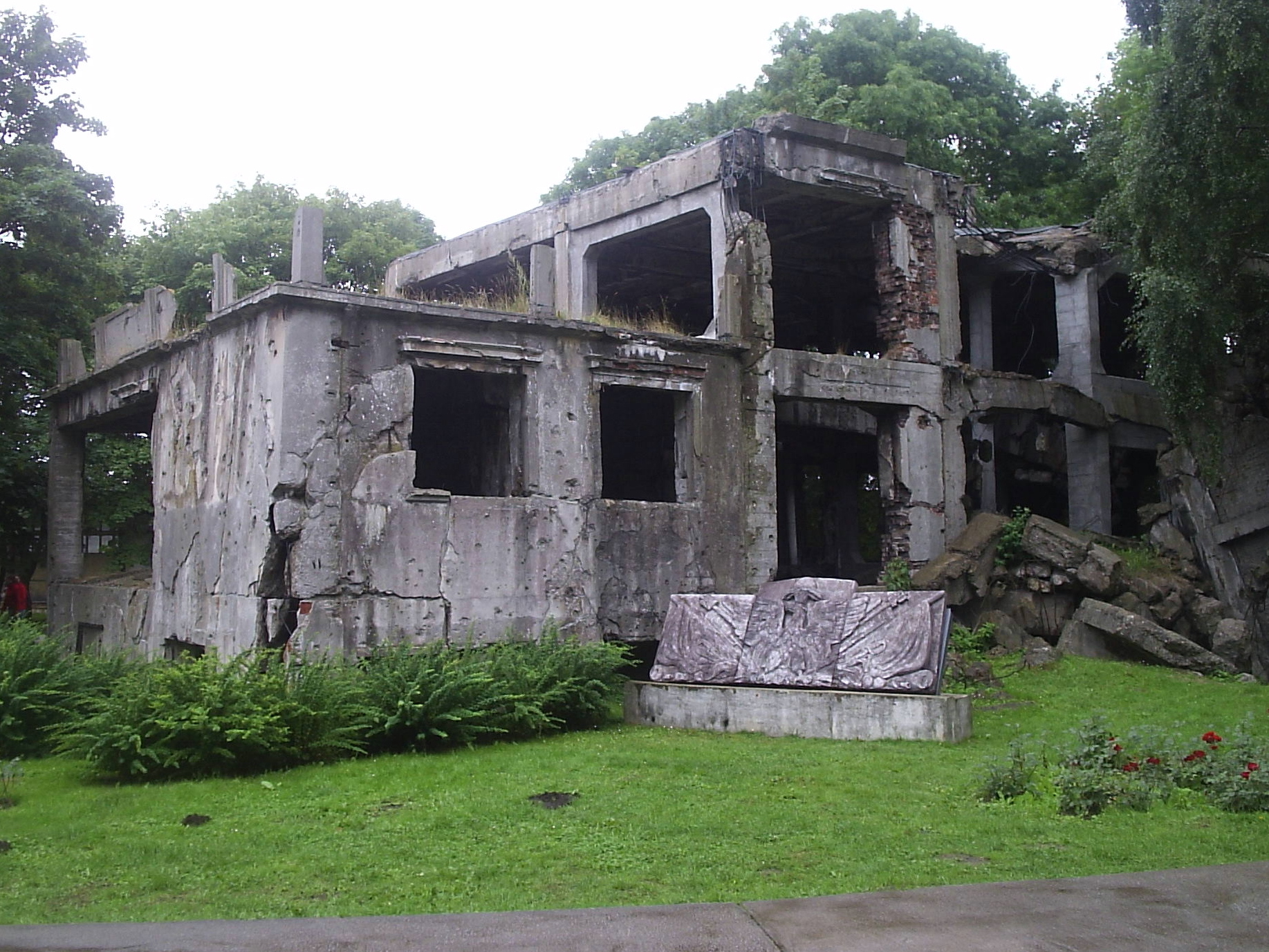
Казармы (музей Вестерплатте)

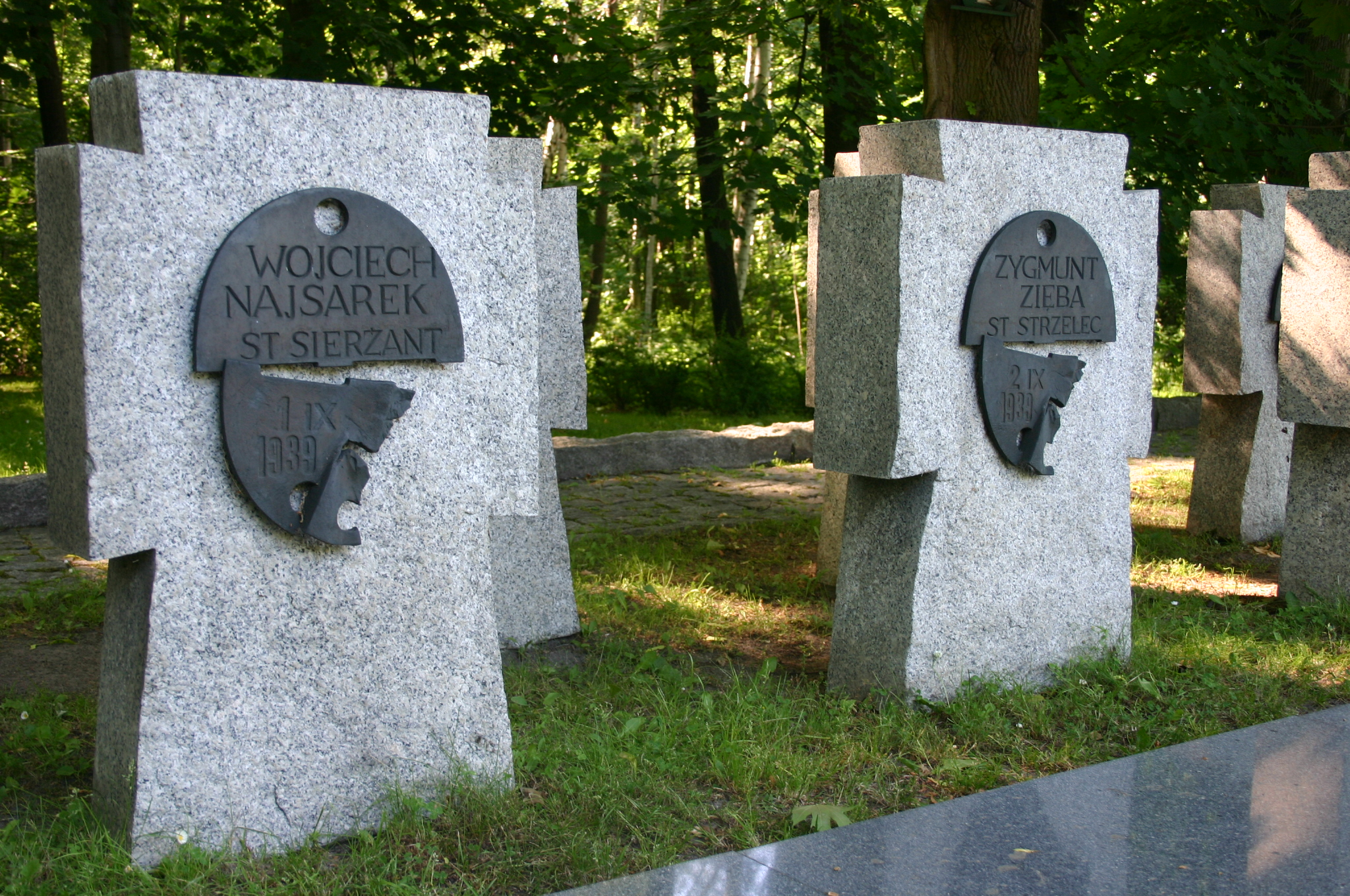
Могилы старшего сержанта Войцеха Найсарека и старшего стрелка Зигмунта Зембы на кладбище Защитников Вестерплатте

В газете «Варшавский курьер» № 250 от 10 сентября 1939 года вышла статья «Памяти героев Вестерплате». В этой статье было сказано, в частности: «В восьмой день польско-немецкой войны 8 сентября сего года в 11 часов 40 минут в доблестной борьбе на боевом посту пал смертью храбрых последний защитник из гарнизона Вестерплате, защищавший Польскую Балтику».
На самом деле, потери защитников Вестерплатте составили 16 человек убитыми (включая Казимежа Расинского) и 50 ранеными. Немцы же потеряли около 400 солдат убитыми и ранеными (причём убитые составили около половины). Из 182 защитников Вестерплатте 158 дожили до конца войны.
Майор Хенрик Сухарский, до 1945 года находившийся в немецких офлагах, скончался в Неаполе 30 августа 1946 года и был там же похоронен. В 1971 году урну с его прахом доставили в Польшу и перезахоронили на Вестерплатте рядом с могилами погибших защитников гарнизона. Указом Сейма 10-го созыва всем участникам обороны Вестерплатте присужден орден Виртути Милитари.
События этого сражения отражены в некоторых произведениях — в частности, в «Песне о солдатах Вестерплатте» известного поэта Константы Ильдефонса Галчинского. Горстка польских солдат численностью 182 человека сковала 3,5-тысячную группировку вермахта и нанесла ей значительные потери. Именно благодаря Вестерплатте защитники Хеля смогли продержаться до 2 октября.
Неоднократно с гордостью об обороне Вестерплатте вспоминают герои телевизионного сериала «Четыре танкиста и собака».
Сейчас на месте боёв действует музей Вестерплатте. Здесь можно увидеть КП № 1 (перенесённый на 150 м от прежнего места), в котором собраны некоторые экспонаты — документы, макеты (в том числе корабля «Шлезвиг-Гольштейн»).
После войны недалеко от поста «Форт» был установлен памятник с танком Т-34 из 1-й танковой бригады им. Героев Вестерплатте, участвовавшей в освобождении Гданьска в 1945 году; в августе 2007 года он был демонтирован.

## Последний список личного состава гарнизона Вестерплатте

### Казармы
- Майор Хенрик Сухарский (12.11.1898, Гренбошув — 30.08.1946, Неаполь) — командир гарнизона
- Капитан Франтишек Домбровский (17.04.1904, Будапешт — 24.04.1962, Краков) — заместитель командира гарнизона
- Капитан Мечислав Слабы (09.12.1905, Перемышль — 15.03.1948, тюрьма Монтелюпих, Краков) — врач гарнизона

После капитуляции был отправлен не в офлаг, а в Шталаг 1 в Кляйн-Дексен под Кенигсбергом, где оказывал медицинскую помощь заключенным и гражданским лицам, вывезенным на работу в Германию. После войны вернулся в Перемышль и поступил на службу в пограничные войска, получил звание майора. 1 ноября 1947 года был арестован по обвинению в связях с организацией «Свобода и независимость», тайно вывезен в Краков, где скончался в тюрьме Монтелюпих
- Поручик резерва Стефан Гродецкий
- Хорунжий Юзеф Петка
- Хорунжий Эдвард Шевчук
- Старший сержант кадровой службы Леонард Пиотровский
- Сержант Казимеж Расинский

Радиотелеграфист гарнизона. После капитуляции вместе со всеми перевезен немцами в казармы на Епископской Горке. Первую ночь провел в одной камере с Леонардом Пиотровским. По свидетельству последнего Расинский был вызван на допрос и больше не возвращался. При отправке в шталаг (в Восточной Пруссии) Пиотровский собрал личные вещи Расинского и просил одного из охранников передать их сержанту. Однако, охранник заявил, что Пиотровский может забрать их с собой, владельцу они больше не понадобятся. Впоследствии было установлено, что сержант Казимеж Расинский расстрелян 12 сентября и в тот же день похоронен. Его могилу обнаружили после войны на гданьском кладбище в Заспе
- Взводный резерва Алойзы Янушевский
- Капрал Игнацы Дудзиц
- Капрал Ян Гембура

2 сентября по решению майора Сухарского о капитуляции вывесил на крыше казармы (командного пункта обороны) белый флаг и был там же застрелен по приказу капитана Домбровского
- Капрал Здзислав Калуский
- Капрал Зенон Кубицкий
- Капрал Ян Майхер
- Капрал Юзеф Петшак
- Капрал резерва Ян Туск
- Капрал резерва Игнацы Зарембский
- Капрал резерва Дональд Здункевич
- Капрал ВМС сверхсрочной службы Альфонс Садовский
- Старший легионер Антони Треля
- Легионер Эугениуш Аньолек
- Стрелок Ян Чай
- Легионер Ян Дерлатка
- Стрелок Антони Голомб
- Стрелок Ян Курчик
- Стрелок Леон Мазуркевич
- Стрелок Бронислав Михневич
- Стрелок резерва Стефан Нерть
- Стрелок Юзеф Роматковский
- Легионер Мариан Стернак
- Стрелок Зенон Страцевский
- Легионер Теодор Вятр
- Стрелок Юлиан Высоцкий
- Стрелок Константы Журавский
- Легионер Стефан Гайда
- Легионер Юзеф Грудзень II
- Легионер Ян Корус
- Легионер Леон Лоранты
- Легионер Ян Полеть
- Стрелок Ян Бжозовский
- Стрелок Антони Федорчук
- Стрелок Казимеж Горбатянек
- Стрелок Болеслав Хорбач
- Стрелок Владислав Григорович
- Стрелок Юзеф Яник
- Стрелок Франтишек Конкель
- Стрелок Бронислав Корко
- Стрелок Ян Лелей
- Легионер Стефан Миштальский
- Стрелок Ян Парвицкий
- Стрелок Ян Ромаш
- Стрелок Михал Сечко
- Стрелок Петр Судник
- Стрелок Антони Сверкович
- Стрелок Юзеф Шиманович

### Гражданские лица
- Ян Репелович
- Рышард Дузик
- Стефан Дузик
- Ян Язы
- Владислав Лемке
- Кароль Шведовский

Инженер-строитель, работал по контракту. В период обороны помогал раненым и по мере сил участвовал в боях. После капитуляции был отправлен в лагерь Штуттгоф, а затем — в Бухенвальд. Откуда был выкраден польским подпольем. Скончался 31 августа 1941 года. Кароль Шведовский — единственный гражданский участник обороны, ставший героем фильма «Вестерплатте»
- Казимеж Тучинский
- Брунон Тироцкий
- Леон Кренцкий
- Аугустин Окруй

### Караульное помещение № 1
- Взводный кадровой службы Петр Будер (командир)
- Капрал Владислав Друждж (заместитель командира)
- Капрал сверхсрочной службы Станислав Треля
- Капрал Болеслав Венцкович
- Капрал Антони Вжашч
- Стрелок Ян Хжчанович
- Стрелок Виктор Терешко
- Стрелок Александер Чайко
- Стрелок Ян Чивил

7 сентября был тяжело ранен в голову и шею в КП № 1. Скончался в немецком госпитале в тот же день
- Стрелок Роман Куцемба
- Стрелок Казимеж Михаловский
- Стрелок Эдвард Некревич
- Стрелок Станислав Сквира
- Стрелок Бронислав Стецевич

### Караульное помещение № 2
- Капрал кадровой службы Бронислав Грудзинский (командир)
- Капрал сверхсрочной службы Владислав Домонь (заместитель командира)
- Капрал Петр Баранский
- Капрал Игнаци Сковронь
- Капрал Франтишек Волас
- Старший легионер Франтишек Замерыка
- Стрелок Франтишек Тиховский
- Стрелок Юлиан Двораковский
- Стрелок Александер Крутько
- Стрелок Александер Ортиан
- Стрелок Ян Змитрович

### Караульное помещение № 3
- Взводный кадровой службы Ян Наскрент (командир)
- Капрал сверхсрочной службы Бронислав Кохан (заместитель командира)
- Капрал Бронислав Дробек
- Капрал Болеслав Нидзинский
- Старший легионер Болеслав Рыбак
- Легионер Альфонс Бартулевич
- Старший стрелок Константы (Стефан) Езерский

1 сентября в 10.30 был смертельно ранен в голову осколком стены при попадании снаряда в КП № 3
- Стрелок Михал Лата
- Стрелок Франтишек Лоек

### Караульное помещение № 4
- Капрал кадровой службы Владислав Горыл (командир)
- Капрал Мариан Потеха (заместитель командира)
- Капрал Юлиан Реймер
- Старший легионер Франтишек Лис
- Старший легионер Станислав Сальвирак

### Караульное помещение № 5
- Взводный Адольф Петцельт (командир)

Погиб 2 сентября во время авианалета пикирующих бомбардировщиков Ю-87 после прямого попадания бомбы 500 кг в КП № 5
- Капрал Бронислав Перуцкий (заместитель командира)

Погиб 2 сентября во время авианалета пикирующих бомбардировщиков Ю-87 после прямого попадания бомбы 500 кг в КП № 5
- Старший стрелок Владислав Окрашевский

Погиб 2 сентября во время авианалета пикирующих бомбардировщиков Ю-87 после прямого попадания бомбы 500 кг в КП № 5
- Легионер Юзеф Кита

Погиб 2 сентября во время авианалета пикирующих бомбардировщиков Ю-87 после прямого попадания бомбы 500 кг в КП № 5
- Легионер Антони Пируг

Погиб 2 сентября во время авианалета пикирующих бомбардировщиков Ю-87 после прямого попадания бомбы 500 кг в КП № 5
- Старший легионер Игнацы Заторский

Погиб 2 сентября во время авианалета пикирующих бомбардировщиков Ю-87 после прямого попадания бомбы 500 кг в КП № 5
- Легионер Станислав Зых
- Стрелок Юзеф Качановский

Точное число погибших 2 сентября при попадании бомбы 500 кг в КП № 5 неизвестно. Так же, как не известно, сколько вообще бойцов находилось там во время налета Ю-87. Минимальное число погибших — 8, максимальное — 12

### Караульное помещение № 6
- Капрал кадровой службы Эдвард Лучинский
- Капрал Владислав Хшан
- Капрал Бронислав Зайонц
- Старший легионер Ян Хайдушкевич
- Стрелок Станислав Бартоха
- Легионер Владислав Лакомец
- Легионер Ян Новак

### Пост «Вал»
- Капрал кадровой службы Эдмунд Шамлевский

Пост «Вал» постоянно приписанных бойцов не имел. В его обороне принимали участие солдаты поста «Пром»

### Пост «Пром»
- Поручик Леон Пайонк (командир)
- Хорунжий Ян Грычман (заместитель командира)
- Взводный кадровой службы Владислав Баран
- Капрал Анджей Ковальчик

Погиб во время ликвидации караульного помещения гданьской полиции (Шупо). Согласно донесению Яна Войтовича и Юзефа Новицкого, Ковальчик был ранен осколком гранаты. А затем получил осколочное ранение в живот и попросил товарищей оставить его в одной из воронок, поскольку уйти с ним на руках было невозможно. 25 июля 1963 года при проведении работ по строительству мемориальных сооружений на Вестерплатте тело капрала Ковальчика было найдено, а затем и опознано его однополчанами. Анджей Ковальчик похоронен на кладбище Сребжиско в Гданьске
- Капрал Стефан Кульчинский
- Капрал Владислав Стопинский
- Старший стрелок Франтишек Доминиак
- Старший легионер Станислав Коляса
- Старший легионер Чеслав Колтон
- Старший легионер Ян Здеб
- Старший стрелок Зигмунт Земба

Тяжело ранен шрапнелью 2 сентября. Умер от потери крови в полевом гарнизонном лазарете. Его тело положили в одну из снарядных воронок недалеко от минометной батареи и засыпали песком. При следующем обстреле в эту же воронку угодил другой снаряд. После чего на потрясенных бойцов вместе с землёй посыпались окровавленные куски тела их товарища
- Стрелок Виктор Бялоус
- Стрелок Мариан Добес
- Стрелок Зигмунт Доперало
- Легионер Юзеф Дулемба
- Стрелок Антони Лайкович
- Легионер Юзеф Михалик
- Стрелок Бронислав Усс

Вместе с капралом Ковальчиком участвовал в ликвидации караулки Шупо. Однако выдвинутая ранее версия его гибели в этой акции не подтверждается свидетельствами остальных защитников Вестерплатте. 2 сентября Бронислав Усс погиб при авианалете пикирующих бомбардировщиков Ю-87
- Стрелок Станислав Зданучик
- Легионер Станислав Покшивка

### Пост «Электростанция»
- Сержант резерва Михал Гавлицкий (командир)
- Сержант резерва Михал Блукис (заместитель командира)
- Сержант резерва Франтишек Топорович
- Сержант резерва Ян Зёмек
- Капрал резерва Эугениуш Яждж
- Капрал резерва Эдмунд Сплавский

### Пост «Форт»
- Капрал ВМС кадровой службы Бернард Рыгельский (командир)
- Старший легионер Станислав Зайонц
- Стрелок Юзеф Пожарецкий
- Стрелок Эмилиан Прутис

### Пост сержанта Дейка («Линия железной дороги»)
- Сержант резерва Владислав Дейк (командир)
- Сержант резерва Ян Кшешевский (заместитель командира)
- Взводный Франтишек Магдзяж
- Капрал резерва Юзеф Маляк
- Капрал сверхсрочной службы Петр Новик
- Капрал резерва Михал Плевако

### Пост «Лазенки»
- Капрал кадровой службы Хенрик Хруль (командир)
- Капрал ВМС кадровой службы Франтишек Бартошак (заместитель командира)
- Старший легионер Ян Войтович
- Стрелок Мечислав Фальковский
- Легионер Феликс Гловацкий
- Стрелок Юзеф Ломако

### Пост «Пристань»
- Подпоручик Здзислав Кренгельский (командир)
- Капрал кадровой службы Ян Страдомский (заместитель командира)
- Взводный кадровой службы Владислав Соболь
- Капрал Юзеф Маца
- Старший легионер Юзеф Пашковский
- Легионер Вацлав Бахаж
- Легионер Юзеф Грудзень I
- Стрелок Ян Хайкович
- Стрелок Зигмунт Козак
- Стрелок Антони Озоровский
- Легионер Эдвард Рокицкий
- Стрелок Антони Шапель
- Стрелок Ян Снегуский
- Стрелок Бронислав Жук

### Орудие 02/26 калибр 75 мм
- Капрал сверхсрочной службы Эугениуш Грабовский
- Капрал Винценты Клыс
- Стрелок Чеслав Дзежговский
- Стрелок Чеслав Филиповский
- Стрелок Владислав Якубяк

Погиб около казарм 2 сентября во время авианалета пикирующих бомбардировщиков Ю-87
- Стрелок Юзеф Спижарны
- Стрелок Франтишек Жолник

### Батарея противотанковых орудий Bofors 36 калибра 37 мм

#### Орудие № 1 (около КП № 2)
- Взводный кадровой службы Юзеф Лопатнюк (командир)
- Капрал Михал Прычек
- Стрелок Алексы Ковалик
- Стрелок Бронислав Вильбик
- Стрелок Ян Зелинский

#### Орудие № 2 (у линии железной дороги)
- Взводный резерва Мечислав Врубель
- Капрал Мечислав Холева
- Старший стрелок Ян Словячек
- Стрелок Юзеф Войнюш

### Батарея 4-х минометов Брандта калибра 81 мм
- Взводный кадровой службы Юзеф Беняш (командир)
- Капрал Станислав Балтовский
- Капрал Вацлав Теплуха
- Капрал кадровой службы Михал Гонсавский
- Капрал Войцех Влодарский
- Капрал Стефан Зимны
- Старший легионер Юзеф Кутера
- Старший легионер Станислав Звешховский
- Легионер Петр Боровец
- Легионер Ян Чеслинский
- Легионер Юзеф Янкович
- Легионер Мечислав Кшак

5 сентября был отправлен с донесением на пост «Форт», но по ошибке застрелен бойцами поста, принявшими его за немца
- Легионер Ян Порада
- Легионер Франтишек Соя

### Железнодорожная станция ПГЖД в Вестерплатте
- Старший сержант резерва Войцех Найсарек

Начальник станции. В момент нападения немцев на Вестерплатте попытался добраться до главных польских позиций, но наткнулся на немецкую штурмовую группу, возглавляемую старшим капралом артиллерии Георгом Вольфом и был застрелен на месте
После капитуляции немцами были найдены 6 тел, личности которых до сих пор не установлены — двое убитых возле казарм и четверо расстрелянных за попытку бунта 2 сентября

## Увековечивание памяти защитников
Именем Героев (Защитников) Вестерплатте названы:
- 1-я Варшавская танковая бригада (6 февраля 1946 года преобразована в 1-й Варшавский танковый полк)
- Тральщик «Чайка»
- А также школы и улицы в Гданьске и других польских городах
- Памятник защитникам побережья
- Драматическим событиям обороны посвящён фильм «Вестерплатте» режиссёра Станислава Ружевича, снятый в 1967 году и удостоенный, помимо девяти польских наград, серебряной медали на VI Московском международном кинофестивале.
- В 2009 году Народный банк Польши выпустил памятную монету номиналом 2 злотых.
- В 2013 году вышел фильм «Тайна Вестерплатте»

6 августа 2012 в польском городе Кельце скончался 97-летний майор Игнаци Сковронь — последний ветеран битвы на Вестерплатте.